# Canappeville
 Canappeville  là một xã thuộc tỉnh Eure trong vùng Normandie miền bắc nước Pháp.

## Huy hiệu
| Arms of Canappeville | The arms of Canappeville are blazoned: Azure, on a fess between 2 garbs and a tree eradicated argent, an eagle sable. |